# Olga Andersson

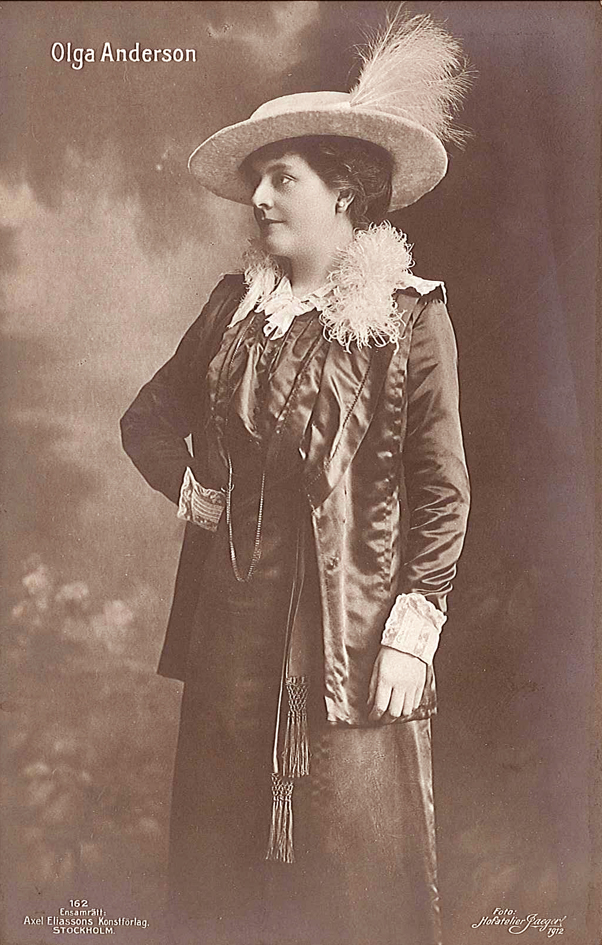
Olga Andersson på ett vykort från 1912. Foto: Hofatelier Jaeger.

Olga Teresia Andersson, född 1 oktober 1876 i Hedvig Eleonora församling, Stockholm, död 6 november 1943 i Stockholm, var en svensk skådespelare.

## Biografi
Andersson var elev vid Operans balett i Stockholm 1885-1894, och var engagerad hos Albert Ranft från 1894. Bland hennes roller märks Lisa i Lycko-Pers resa, Miss Gardiner i Texas Jack, Nemea i Jorden runt på 80 dagar och Annie i Frans Hedbergs Hin och smålänningen. 1907-1912 verkade hon vid Dramaten i Stockholm, och under 1930- och 1940-talen turnerade hon mycket i folkparkerna.[källa behövs]
Andersson filmdebuterade 1920 i Ragnar Rings kortfilm Herrskapet Stockholm ute på inköp. Hon kom att medverka i drygt 30 filmproduktioner.
Hon avled hastigt på 41:ans buss i närheten av Stureplan då hon var på väg till Oscarsteatern i Stockholm där hon medverkade i Tre valser. Sufflösen Gerda Boman fick rycka in och överta hennes roll. 

## Filmografi
- 1920 – Herrskapet Stockholm ute på inköp
- 1925 – Hennes lilla majestät
- 1926 – Fänrik Ståls sägner-del I
- 1926 – Fänrik Ståls sägner-del II
- 1927 – Hans engelska fru
- 1927 – En perfekt gentleman
- 1930 – Den farliga leken
- 1933 – Giftasvuxna döttrar
- 1933 – En melodi om våren
- 1935 – Kanske en gentleman
- 1935 – Flickornas Alfred
- 1936 – På Solsidan
- 1936 – Kungen kommer
- 1936 – Kvartetten som sprängdes
- 1938 – Du gamla du fria
- 1939 – Frun tillhanda
- 1939 – Filmen om Emelie Högqvist
- 1940 – Hennes melodi
- 1942 – Fallet Ingegerd Bremssen
- 1942 – Man glömmer ingenting
- 1943 – I mörkaste Småland

## Teater

### Roller (ej komplett)
| År   | Roll                        | Produktion                                                       | Regi                     | Teater                     |
| ---- | --------------------------- | ---------------------------------------------------------------- | ------------------------ | -------------------------- |
| 1891 | Magnhild                    | Bröllopet på Ulfåsa Frans Hedberg                                | Harald Molander          | Svenska teatern, Stockholm |
| 1894 | Greger, kadett              | Fatinitza Franz von Suppé                                        |                          | Vasateatern                |
| 1896 | Marcelline, Lucettes syster | Fernands giftermål Georges Feydeau                               |                          | Vasateatern                |
| 1898 | Diane                       | Marcelle Victorien Sardou                                        |                          | Vasateatern                |
| 1898 | Olympe                      | Kameliadamen Alexandre Dumas d.y.                                |                          | Vasateatern                |
| 1898 | Lavenia Brinker             | Familjen Jensen Edgard Høyer                                     | Albert Ranft             | Svenska teatern, Stockholm |
| 1898 | Första hovdamen             | Konung Richard II William Shakespeare                            | August Lindberg          | Svenska teatern, Stockholm |
| 1899 | Emma Baumert                | Vävarna Gerhart Hauptmann                                        | Harald Molander          | Svenska teatern, Stockholm |
| 1904 | Grevinnan                   | Figaros bröllop Pierre de Beaumarchais                           |                          | Svenska teatern, Stockholm |
| 1905 | Bjälbofrun                  | Bröllopet på Ulfåsa Frans Hedberg                                |                          | Svenska teatern, Stockholm |
| 1906 |                             | Spindelväven Thore Blanche                                       |                          | Vasateatern                |
| 1906 | Ensamjungfrun               | Tant Cramers testamente Edgar Höijer                             |                          | Vasateatern                |
| 1906 | Lola Cornero, dansös        | Genom skärselden Gustav Kadelburg                                |                          | Djurgårdsteatern           |
| 1906 |                             | Bankrutt Felix Philippi                                          |                          | Vasateatern                |
| 1907 | Gwendolen Fairfax           | Mister Ernst (The Importance of Being Ernest) Oscar Wilde        |                          | Vasateatern                |
| 1907 | Jeanne de Briantes          | Vackra Marseillesiskan Pierre Berton                             |                          | Vasateatern                |
| 1907 | Thilde                      | Lika barn leka bäst Roberto Bracco                               |                          | Vasateatern                |
| 1907 |                             | Husarfeber Gustav Kadelburg                                      |                          | Svenska Teatern            |
| 1910 | Mrs Fergusson               | Penelope Somerset Maugham                                        | Albert Ranft Knut Nyblom | Vasateatern                |
| 1911 | Clemence                    | Coralie och Co Maurice Hennequin och Albin Valabrègue            | Knut Nyblom              | Vasateatern                |
| 1911 | Agnes                       | Silkesstrumpan Algot Sandberg                                    | Knut Nyblom              | Vasateatern                |
| 1912 | Mrs Barrington              | Det starkare könet John Valentine                                |                          | Svenska teatern, Stockholm |
| 1914 | Agnes Sorel                 | Jungfrun av Orléans Friedrich Schiller                           |                          | Svenska teatern, Stockholm |
| 1915 | Lisa                        | Lycko-Pers resa August Strindberg                                | Gunnar Klintberg         | Svenska teatern, Stockholm |
| 1920 | Germaine                    | Kiki André Picard                                                | Ernst Eklund             | Blancheteatern             |
| 1924 |                             | Hans oäkta dotter Pierre Chaine                                  | Knut Nyblom              | Vasateatern                |
| 1925 |                             | Ett felsteg Eugen Burg och Louis Taufstein                       | Knut Nyblom              | Vasateatern                |
| 1925 |                             | Kvinnan på fyrtio år Sil-Vara                                    | Knut Nyblom              | Vasateatern                |
| 1928 | Margaret Heal               | Fanatiker Miles Malleson                                         | Harry Roeck-Hansen       | Blancheteatern             |
| 1931 |                             | Det svaga könet Édouard Bourdet                                  | Max Reinhardt            | Oscarsteatern              |
| 1933 | Etta Hallam                 | Vi Hallams Rose Franken                                          | Knut Martin              | Blancheteatern             |
| 1934 | Storhertiginnan Fru Alden   | Flickor i uniform Christa Winsloe                                | Harry Roeck-Hansen       | Blancheteatern             |
| 1936 | Mrs Bramson                 | Måste Emlyn Williams                                             | Arthur Natorp            | Blancheteatern             |
| 1937 | Josephine Popinot           | Ungdomen kommer med åren Seymour Hicks och Ashley Dukes          | Gunnar Tolnæs            | Vasateatern                |
| 1937 |                             | Axel i sjunde himlen Paul Morgan, Hans Schütz och Ralph Benatzky | Max Hansen               | Vasateatern                |
| 1938 |                             | Gösta Berlings saga Selma Lagerlöf                               | Johan Falck              | Riksteatern                |
| 1941 | Fru Margareta               | På solsidan Helge Krog                                           | Hans Jacob Nilsen        | Blancheteatern             |
| 1943 | Katarina Schwartzenegg      | Tre valser Oscar Straus, Paul Knepler och Armin Robinson         | Leif Amble-Naess         | Oscarsteatern              |